# Момичето от златния Запад
„Момичето от златния Запад“ (на италиански: La fanciulla del West – Момичето от Запад) е опера в три действия на Джакомо Пучини по либрето на Гуелфо Чивинини и Карло Дзангарини. Литературната основа е едноименната пиеса на американския драматург Дейвид Беласко. Премиерното представление на 10 декември 1910 г. в Метрополитън Опера има триумфален успех. Пучини смята операта за най-доброто си постижение измежду тогавашните му сценични произведения, диригентът Артуро Тосканини нарича я „голяма симфонична поема“, според музикалните критици тя е magnum opus. Въпреки това „Момичето от златния Запад“ не е сред популярните опери на композитора.

## История
Пучини създава операта „Момичето от златния Запад“ по време, когато вече е известен и популярен в целия свят. Композиторът много пътува, посещавайки постановките на своите опери в различни страни. През 1907 г. получава покана от директора на Метрополитън Опера да присъства на премиерните представления на оперите „Манон Леско“ и „Мадам Бътерфлай“. По време на своя престой в Ню Йорк посещава различни театрални постановки, една от които е пиесата на Дейвид Беласко „Момичето от златния Запад“. Впечатлен от ярките характери на нейните герои и показаната картина на американския Запад Пучини се замисля за опера по сюжета на пиесата.
Издателската къща Рикорди организира получаването на правата върху произведението и урежда написването на либретото. Предишните либретистите на Пучини, Джузепе Джакоза и Луиджи Илика (Luigi Illica) не могат да участват в работата – Джакоза е починал, Илика е зает. Либретото се възлага на драматурга Карло Дзангарини (Carlo Zangarini), който освен италиански има и американски корени и затова се преценява като подходящ за темата на операта. Скоро обаче възникват обичайните за Пучини противоречия с либретиста и Дзангарини се съгласява на сътрудничество с журналиста и поета Гуелфо Чивинини (Guelfo Civinini).
Работата по операта започва през лятото на 1908 г. в Торе дел Лаго, където композиторът се завръща след семейната си почивка в Каиро. Но още през есента на 1908 г. тя спира за продължително време поради самоубийството на Дория Манфреди (Doria Manfredi), помощничката в дома на Пучини, и последвалите от това трагично събитие тежки последствия.
Пучини завършва операта през юли на 1910 г. За „Момичето от златния Запад“ се използва нов подход при представянето – световната премиера се изнася в страната, пряко свързана със сюжета. Представлението е предшествано от голяма рекламна кампания, проведена от Метрополитън Опера и издателската къща Рикорди.
След успешните премиери в различни театри по света операта обаче рядко се включва в техните репертоари и не се радва на голяма популярност. През 21 век интересът към нея се възражда. Според музикалните специалисти тя незаслужено остава в сянката на другите опери на Пучини и трябва да се оценява като един от шедьоврите на неговото творчество.

### Световна премиера
Премиерата на „Момичето от златния Запад“ е на 10 декември 1910 г. в Метрополитън Опера. Нюйоркският вестник анонсира предстоящото представление като „едно от най-големите музикални събития в страната“. В постановката са ангажирани най-големите звезди на оперното изкуство: главните роли се изпълняват от Еми Дестин (Emmy Destinn, Ema Destinova) и Енрико Карузо, дирижира Артуро Тосканини. Залата е украсена с американските и италианските знаменца. Премиерата е посетена от всички личности със значимост в американския музикален живот. Присъстват също дипломати от различни страни, милионери, индустриалци и дори генерали. На площада пред театъра се събира огромна тълпа, любопитна да види оперните звезди и представителите на висшето общество. Блъсканицата е толкова голяма, че се налага да се намеси полицията.
Успехът на постановката е триумфален – след първото действие завесата се вдига 14 пъти, след второто 19, след третото 20 пъти. Между второто и третото действие на сцената няколко пъти излизат певците, Тосканини, Пучини и Беласко. Публиката ги посреща с овации, сцената се затрупва с кошници с цветя. Директорът на Метрополитън Опера, италианец по произход, Джулио Гати-Казаца (Giulio Gatti-Casazza), поднася на Пучини подарък от Метрополитън Опера – голям сребърен венец, изработен от ювелирната компания Tiffany & Co. След края на представлението овациите продължават 15 минути. Зад сцената Пучини споделя на изпълнителите и диригента, че е развълнуван, щастлив и вече няма съмнения в успеха на операта.

### Премиерни постановки
След световната премиера в Метрополитън Опера, в рамките на следващата година, „Момичето от златния Запад“ с успех се представя в Англия, Италия, Аржентина и Австралия.
Във Великобритания операта се поставя за първи път на 29 май 1911 г. в Ковънт Гардън. Пучини е гост на представлението. На 6 октомври същата година Пучини присъства на премиерата в Ливърпул.
Премиерите в Италия се изнасят на 11 ноември 1911 г. в Торино (Teatro Regio), на 5 декември 1911 г. в Неапол (Teatro San Carlo), на 3 февруари 1912 г. в Генуа (Teatro Carlo Felice), на 29 декември 1912 г. в Милано (Ла Скала). Всички те са посетени от композитора.
Първата постановка в Германия е на 28 март 1913 г. в Берлин (Deutsches Opernhaus). В Хамбург премиерата е на 1 октомври 1913 г. Тези представления също се изнасят в присъствие на Пучини.
В Русия премиерата е на руски език. Постановката е на частна оперна трупа, изнася се на 2 октомври 1913 г. на сцената на Солодников театър в Москва. В Санкт Петербург, премиерата е на 24 май 2019 г. в Мариинския театър.
В Австрия премиерата е на 24 октомври 1913 г. Постановката е на Виенската опера и се изнася в присъствие на Пучини.
В България „Момичето от златния Запад“ се поставя за пръв път на сцената на Народната опера през 1939 г. На 17 март 1959 г. тя има постановка в Русенската опера. На 13 декември 2008 г., по случай 150 години от рождението на Пучини, операта се представя в Софийската опера. Постановката е под патронажа на посланика на Италия в България и със съдействието на Италианския културен институт в сътрудничество с Фестивала „Пучини“ в Торе дел Лаго. Диригент е Владимир Гяуров, режисьор Вера Немирова, участват италиански и български певци.

### Действащи лица
- Мини, собственичка на пивница „Полка“ – сопран
- Дик Джонсън (Рамирес), бандит – тенор
- Джак Ранс, шериф – баритон
- Ник, барман в пивницата „Полка“ – тенор
- Сонора, миньор – баритон
- Ашби, агент от транспортната компания „Уелс Фарго“ – бас
- Джейк Уолъс, странстващ менестрел – баритон
- Уакъл, индианка – мецосопран
- Трин, миньор – тенор
- Хари, миньор – тенор
- Джо, миньор – тенор
- Сид, миньор – баритон
- Бело, миньор – баритон
- Хепи, миньор – баритон
- Джим Ларкинс, миньор – бас
- Били Джакрабит, индианец – бас
- Хосе Кастро, метис от бандата на Рамирес – бас
- Пощальон – тенор

### Първо действие
Пивницата „Полка“

Барманът Ник посреща златотърсачите, дошли в пивницата след тежък работен ден. Те идват най-вече заради собственичката на заведението Мини, в която мнозина от тях са влюбени. Мъжете пият, разговарят, играят покер. Тъжната песен на Джейк Уолъс навява на миньора Джим Ларкинс спомени за родния му дом. Той започва да плаче и миньорите събират пари, за да го изпратят вкъщи. Играчите на карти откриват, че миньорът Сид се опитва да мами. Разгаря се конфликт, намесва се шерифът Джак Ранс.
Агентът на транспортната компания „Уелс Фарго“, Ашби, съобщава на шерифа, че е по следите на бандата на известния мексикански разбойник Рамирес. Шерифът Ранс подхвърля, че ще се ожени за Мини. Това предизвиква бурна реакция на присъстващите и ревност у единия от тях, Сонора. Между Ранс и Сонора избухва скандал. Той се прекъсва от самата Мини, която стреля във въздуха. Мъжете се успокояват. Мини чете на тях псалм от Библията, според който всеки грешник може да изкупи греховете си и да бъде опростен.
Идва пощальонът от Уелс Фарго. Той носи писмо на Ашби, в което се съобщава, къде се крие Рамирес. Ранс и Мини остават за малко сами. Ранс отново казва, че е готов да се ожени за Мини. Мини обаче го отблъсква, тя има своя представа за любовта и не би обикнала човек, като Ранс. В този момент се появява Рамирес. Той се представя като Дик Джонсън. Ранс го посреша враждебно. Мини се радва да го види, те по-рано са се срещнали случайно. Тя се намесва и спасява Дик от нападките на Ранс. Дик предлага на Мини да танцува с него, тя се съгласява.
Връща се Ашби и вкарва хванатия разбойник Хосе Кастро от бандата на Рамирес. В бара на Мини се съхранява златото на миньорите и целта на бандитите е да го ограбят. Кастро насочва Ранс, Ашби и миньорите по фалшива следа в търсенето на Рамирес. Преди да напусне с тях, той шепва на Джонсън, че бандата е тук и когато шерифът тръгне, тя ще нападне бара. Джонсън трябва да отговори на техен сигнал, за да потвърди, че мястото е „чисто“.
Дик остава насаме с Мини. Тя му показва златото, което се съхранява при нея. Следват любовни признания, Джонсън се отказва от престъпните си намерения и обещава на Мини своята защита. Тя, без да знае кой всъщност е нейният възлюбен, го кани да я посети в дома ѝ. Джонсън обещава да го направи и я успокоява, когато тя започва да плаче.

### Второ действие
Жилището на Мини

Прислужничката на Мини, индианката Уакъл, пее приспивна песен на своето бебе и обсъжда с баща му, Били Джакрабит, предстоящата им сватба. Идва Мини и започва да се приготвя за срещата с Джонсън. Влиза Джонсън и по време на тяхната среща Мини му разказва за своя живот. След това те говорят за любов, Джонсън моли Мини за целувка. Тя отпраща Уакъл и за първи път целува любимия си. Започва да вали сняг и Джонсън е принуден да остане през нощта при Мини. Мини и Джонсън се приготвят да спят в отделни стаи.
Чува се шум на мъжки гласове. Мини скрива Джонсън. Мъжете казват на Мини, че Джонсън всъщност е Рамирес. Мини се присмива на тях и ги изгонва, след което обсипва Дик с гневни упреци. Дик признава, че е главатар на банда, но се оправдава с това, че има майка и по-малки братя и сестри и че след смъртта на баща си той ги издържа сам. Разгневената Мини изгонва Дик, но веднага след като той излиза се чува изстрел. Дик е ранен, Мини не може да остави любимия си да умре, тя го прибира и крие на тавана.
Появява се Ранс. Мини твърдо заявява, че Рамирес не е при нея. Ранс търси навсякъде и обвинява Мини, че се е влюбила в бандит. Тъкмо се готви да си тръгне, когато върху ръката му отгоре пада капка кръв. Ранс кара Рамирес да слезе от тавана. Рамирес губи съзнание. Отчаяна Мини предлага на Ранс сделка – ще играят покер с три залагания. Ако спечели тя, Рамирес е свободен. Ако спечели Ранс, Рамирес и Мини са негови. Те започват играта и всеки печели по един път. При третата игра картите на Ранс са по-добри, но Мини успява да ги подмени и печели. Ранс спазва сделката. Той си тръгва, но е гневен и мисли за отмъщение. Мини и Дик отново са заедно.

### Трето действие
Златотърсачите възобновяват преследването на Дик Джонсън, те го търсят из каньоните на Калифорния. Дик успява на два пъти да им се изплъзне, но в крайна сметка Сонора го залавя. Мъжете се готвят да го обесят, на Дик му се позволява да каже последната си дума. Той моли да не се казва на Мини, че е загинал. Нека тя вярва, че той е успял да избяга и един ден ще се върне при нея.
Ранс не може да сдържи злобата си и удря на Дик плесница. Въжето е вече на врата на Дик, когато се появява Мини, възседнала кон. Заплашвайки тълпата с пушка тя е готова да защити любимия си. Шерифът се опитва да насъска срещу нея тълпата. Тогава Мини напомня на златотърсачите за добрините, които им е сторила и убеждава миньорите, че те ѝ дължат твърде много, за да убият мъжа, когото тя обича. Мини напомня и за библейския урок, че всеки грешник може да си изкупи греховете и да бъде простен. Всички се трогват. Сонора от името на миньорите дарява на Дик и Мини свобода. Златотърсачите се сбогуват с Мини. Мини и Дик напускат Калифорния, за да започнат нов съвместен живот.

## Музика
Сюжетът на операта дава простор за музикално-драматичното и симфоничното въображение на Пучини. За да пресъздаде атмосферата на американския запад композиторът използва музикални теми, популярни в Западна Калифорния през 1850-те години. Американските мотиви и ритми – рагтайм, каубойски песни, индиански песнопения – пронизват цялата музикална канава и дори предизвикват обвинения в плагиат. Специфичният им колорит е успешно съчетан с италианската певческа традиция.
Операта „Момичето от златния Запад“ с характерния си изискан език на оркестъра и неразривната връзка между музиката и образите се причислява към четирите зрели творби на Пучини, към които спадат „Бохеми“, „Тоска“ и „Мадам Бътерфлай“. В тази творба композиторът включва и елементите на модерната музика, напомнящи за Дебюси, Стравински и Щраус.

### Арии
| Роля        | Действие | Ария                              |
| ----------- | -------- | --------------------------------- |
| Мини        | първо    | Laggiu nel Soledad ero piccina    |
| Джейк Уолъс | първо    | Che faranno i vecchi miei         |
| Джейк Уолъс | първо    | Minnie dalla mia casa son partito |
| Рамирес     | първо    | Io son che una povera fanciulla   |
| Мини        | второ    | Oh! se sapeste come il vivere e   |
| Рамирес     | второ    | Or son sei mesi                   |
| Рамирес     | трето    | Ch'ella mi creda libero e lontano |

### Инструментация
Оркестърът се състои от следните инструменти:
- Дървени духови: три флейти (една пиколо), три обоя, английски рог, три кларинета, баскларинет, три фагота, контрафагот
- Медни духови: три валдхорни, три тромпета, три тромбона, бастромбон,
- Ударни: тимпани, голям барабан, чинели, малък барабан, триангел, глокеншпил, тамтам
- Челеста
- Две арфи
- Лъкови струнни инструменти